# Richthofen (Adelsgeschlecht)

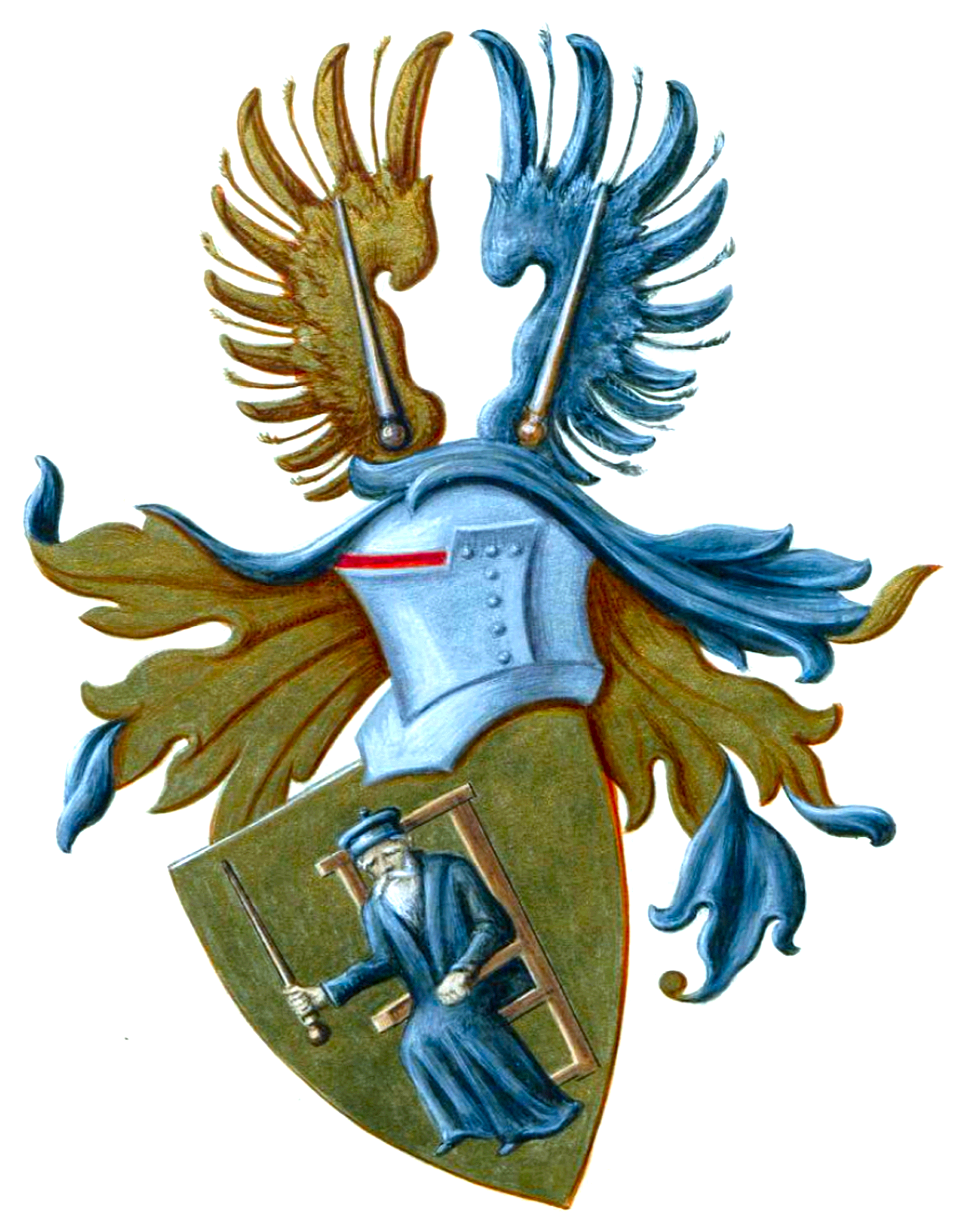
Stammwappen der (Prätorius) von Richthofen

Richthofen (ursprünglich Prätorius von Richthofen) ist ein deutsches Adelsgeschlecht, das 1735 in den böhmischen und 1741 in den preußischen Freiherrenstand erhoben wurde. Zweige der Familie bestehen bis heute.
Unter den zahlreichen Politikern und Militärs der Familie ist der deutsche Militärflieger Manfred Freiherr von Richthofen (1892–1918), genannt der Rote Baron, einer der bekanntesten Vertreter des Adelsgeschlechts.

## Geschichte
Die Stammreihe des Adelsgeschlechts beginnt mit Sebastian Schmidt genannt Faber bzw. Fabricius (latinisiert aus Schmidt; 1515–1553), Archidiakon in Bernau bei Berlin, später Oberpastor in Potsdam.
Dessen Sohn Samuel Faber (1543–1605), Stadtrichter, Syndikus und Bürgermeister von Frankfurt an der Oder, war seit 1562 Adoptivsohn eines Vetters seiner Mutter, des kurfürstlich brandenburgischen, erzbischöflich magdeburgischen und bischöflich halberstädter’schen Geheimen Kammerrats Paulus Praetorius (erst Schultze oder Schultheiß, später Scultetus, dann latinisiert Praetorius), Gutsherr auf Königsborn und Biederitz, der 1561 einen kaiserlichen Wappenbrief erhalten hatte. Ferdinand I. hatte ihm selbst und seinen Erben ein adliges Wappen verliehen, das dem aus Schultheiß latinisierten Namen Praetorius entsprechend einen Prätor, das heißt einen auf einem Richterstuhl (dem Gericht vor)sitzenden Schultheißen mit Schulzenstab zeigt.
Samuels Sohn Tobias Praetorius (1576–1644), Gutsherr auf Buschvorwerk bei Schmiedeberg in Schlesien, war gräflich schaffgot’scher Amtshauptmann der Herrschaft Schmiedeberg.
Schließlich war es dessen Sohn Johann Praetorius (1611–1664), Gutsherr auf Rauske bei Striegau und Hertwigswaldau bei Jauer, der am 29. Juli 1661 in den böhmischen Ritterstand erhoben wurde. Er erhielt den rittermäßigen Adelsstand mit dem Prädikat von Richthofen nebst Verbesserung des der Stammfamilie Prätorius 1561 vom Kaiser Ferdinand I. verliehenen adligen Wappens.
Die Linie Hertwigswaldau erhielt die Erhebung in den böhmischen Freiherrenstand am 30. Juli 1735 für Samuel von Richthofen, Gutsherr auf Hertwigswaldau und anderen. Die Linie Kohlhöhe erhielt die Erhebung in den preußischen Freiherrenstand am 6. November 1741 für Samuel Prätorius von Richthofen, Gutsherr auf Kohlhöhe bei Striegau, Rauske und anderen.

## Besitzungen
Ehemalige Schlösser bzw. Herrenhäuser der Freiherren von Richthofen, Linie Hertwigswaldau und Linie Kohlhöhe:

### Hertwigswaldau

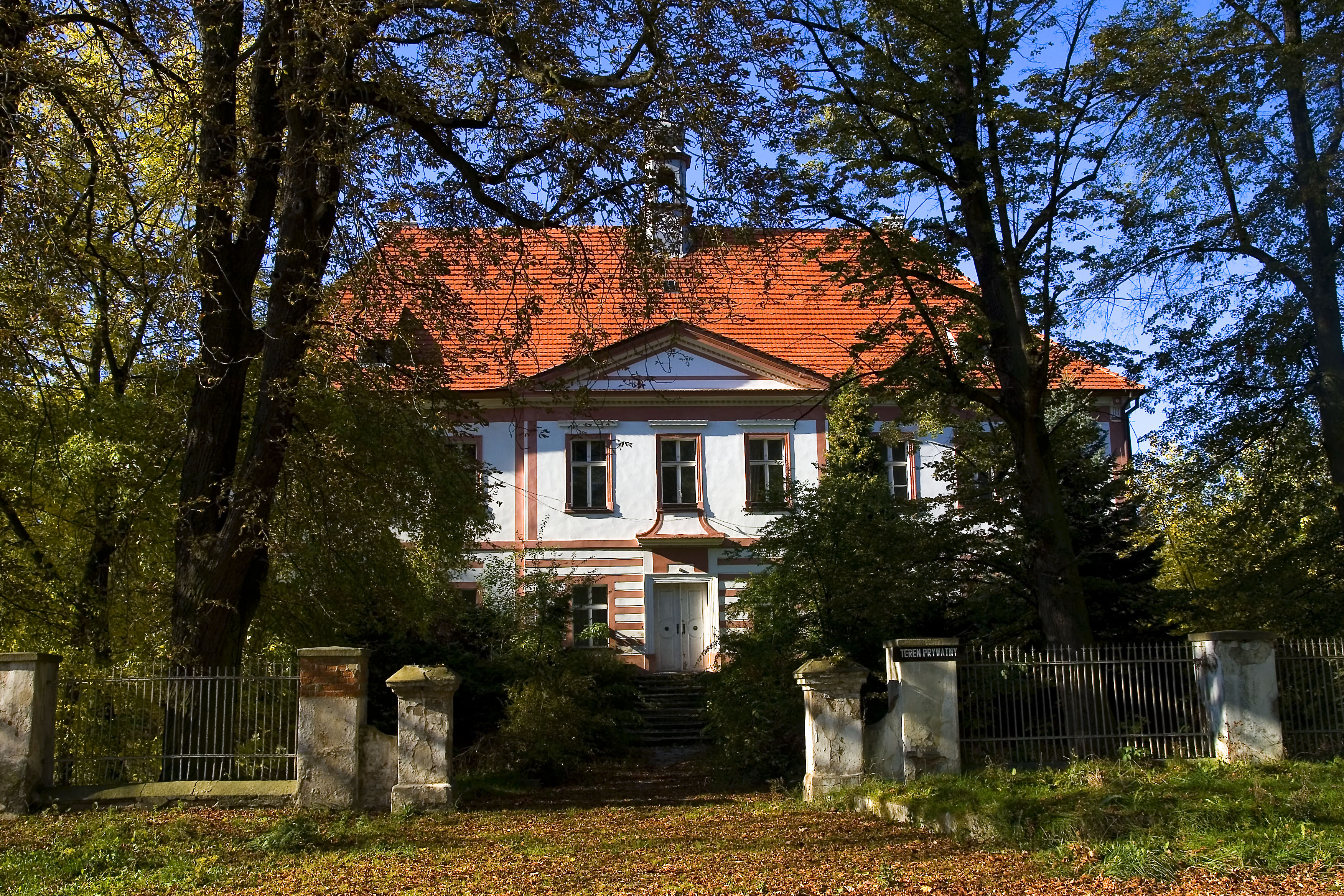
Hertwigswaldau bei Jauer

Das Schloss bzw. Herrenhaus in Hertwigswaldau (Snowidza) wurde durch Otto von Nostitz erbaut und im 17. Jahrhundert von Johann Praetorius von Richthofen erworben. Dessen Wappenvermehrung mit dem Prädikat von Richthofen datiert aus dem Jahr 1661. 1786 wurde es Eigentum des Samuel Freiherr von Richthofen. Nach 1876 erfolgte ein Umbau des Schlosses durch die neuen Besitzer von Dallwitz. Ursprünglich war das Gebäude von einem Wassergraben umgeben. Nach 1945 erfolgte eine Nutzung des Schlosses als Verwaltungssitz eines Staatsgutes (Gärtnereibetrieb), heute ist es in Privatbesitz. Der Schlossgarten (Parkanlage mit Platanen, Eschen und Ahorn) stammte aus dem 18. Jahrhundert.

### Kohlhöhe

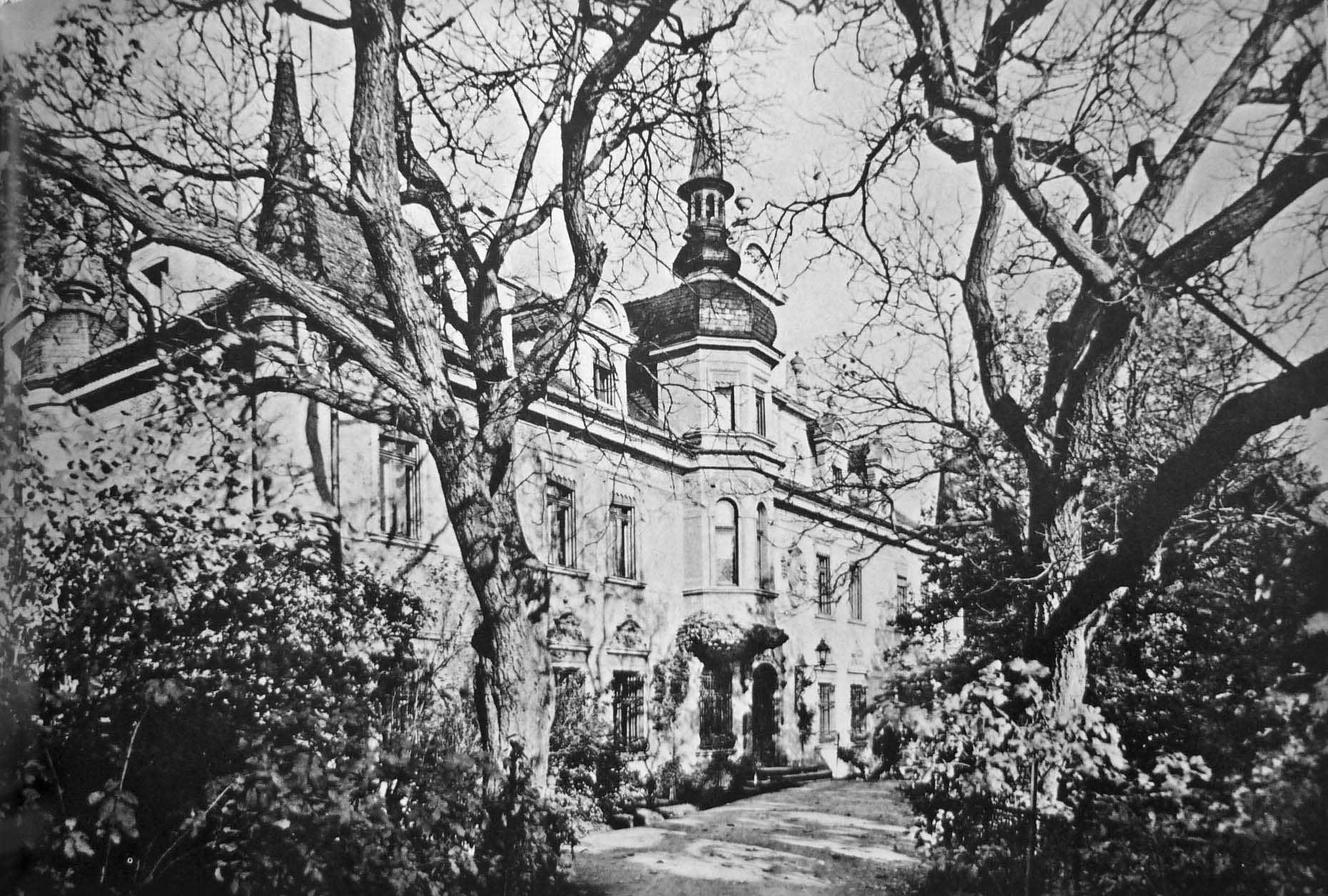
Kohlhöhe bei Striegau

Das Schloss bzw. Herrenhaus Kohlhöhe (Goczałków Górny) wurde im Jahr 1615 von Freiherr von Schliewitz erbaut. Ein Umbau im neugotischen Stil erfolgte 1889 durch Karl Freiherr von Richthofen (1842–1916). Die gewölbte Eingangshalle war mit einem Richthofen’schen Stammbaum ausgemalt. Das Gebäude ist erhalten, aber sanierungsbedürftig. Der Landschaftspark (nördlich des Herrenhauses) wurde nach Plänen von Eduard Petzold 1889 umgestaltet, heute ist er weitgehend zerstört.

### Klein Rosen

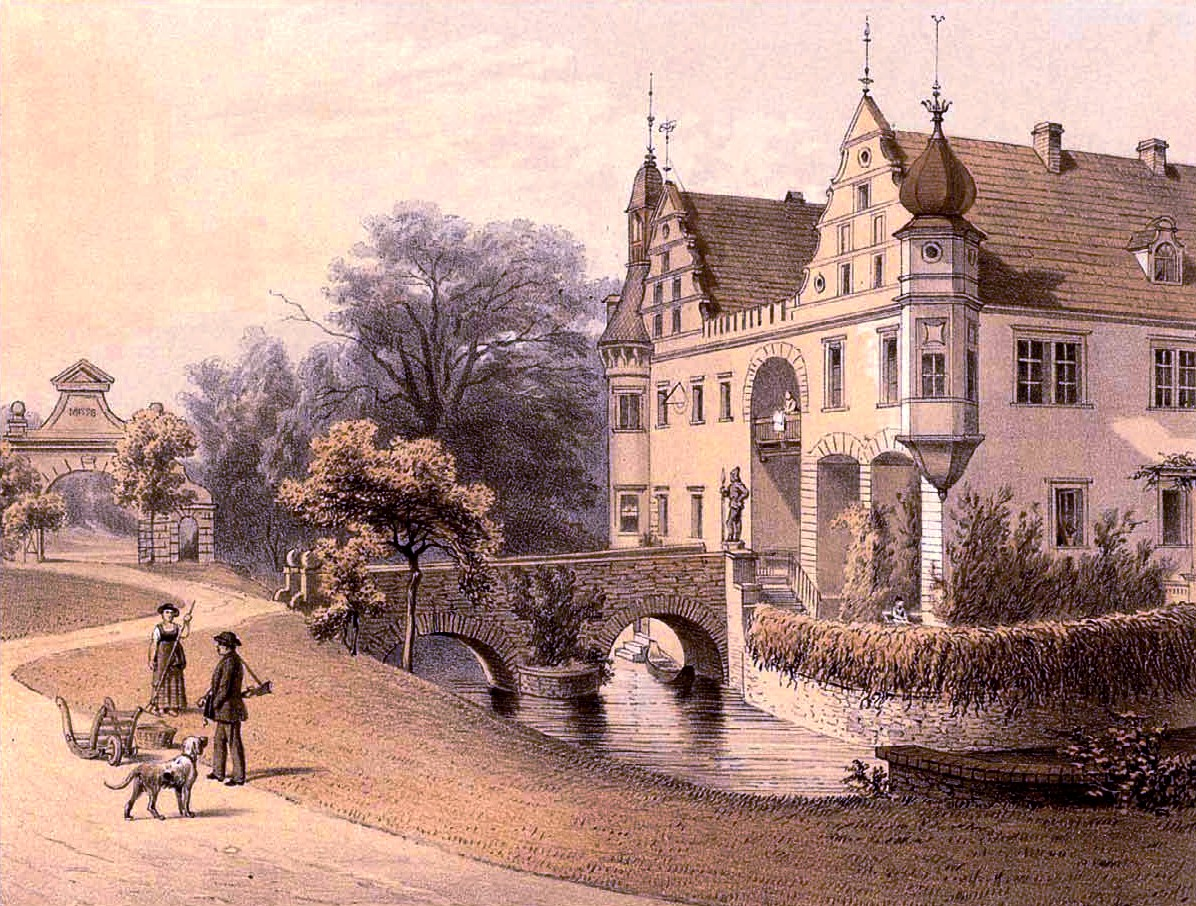
Klein Rosen bei Jauer

Das Schloss in Klein Rosen bei Groß Rosen (Rogoźnica) wurde als Wasserschloss im Renaissance-Stil als Vierflügelanlage mit zwei Brücken und Turmarchitektur um 1570 errichtet. Das Schloss wurde 1734 von Samuel Praetorius von Richthofen erworben.
Bolko Freiherr von Richthofen führte 1878 umfangreiche Renovierungen durch, insbesondere im Ostflügel. Die Zimmer des Erdgeschosses und der Saal blieben mit ihren ursprünglichen Gewölben erhalten. An der Zufahrt wurde ein steinernes Eingangstor errichtet, das bis 1977 ein gusseisernes, von zwei Löwen getragenes Familienwappen schmückte. Unter diesem stand der Wahlspruch des Hauses: „Fröhlich in Hoffnung“. Heute steht kein Gebäude mehr. Nur der steinerne Torbogen ist erhalten geblieben.

### Weitere Besitzungen

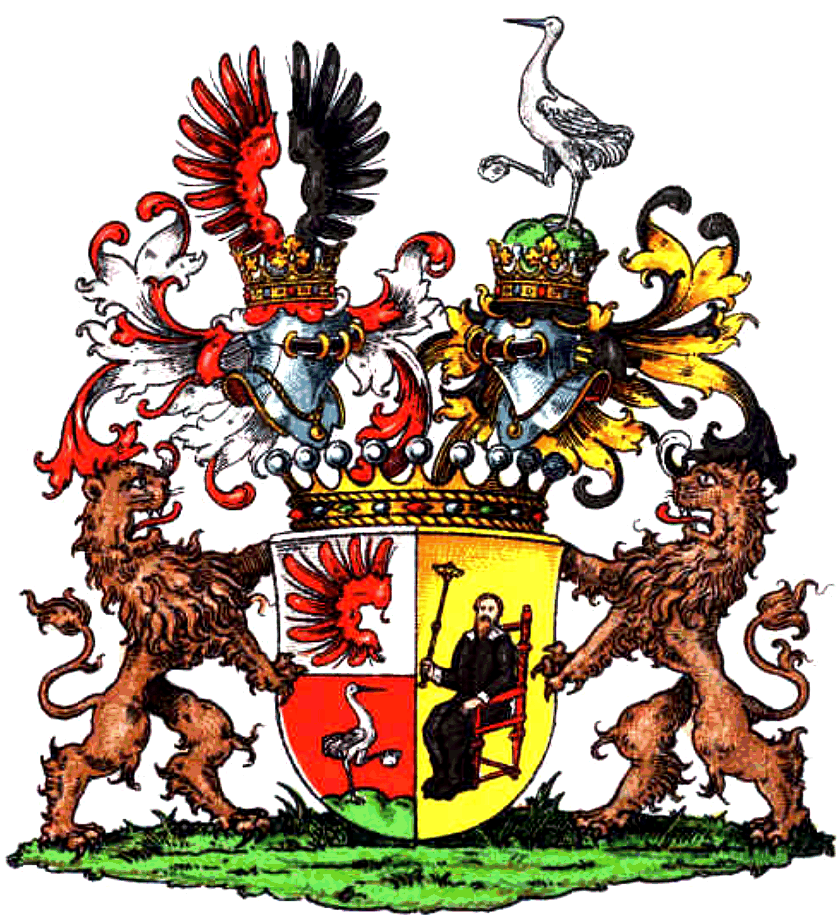
Wappen der Grafen von Richthofen

- Malitsch (Małuszów) in der Landgemeinde Męcinka,[7] befand sich im 18. Jahrhundert im Besitz der Familie.
- Mertschütz (Mierczyce) bei Groß Wandriß (Wądroże Wielkie), war zwischen 1841 und 1945 im Besitz der Familie.

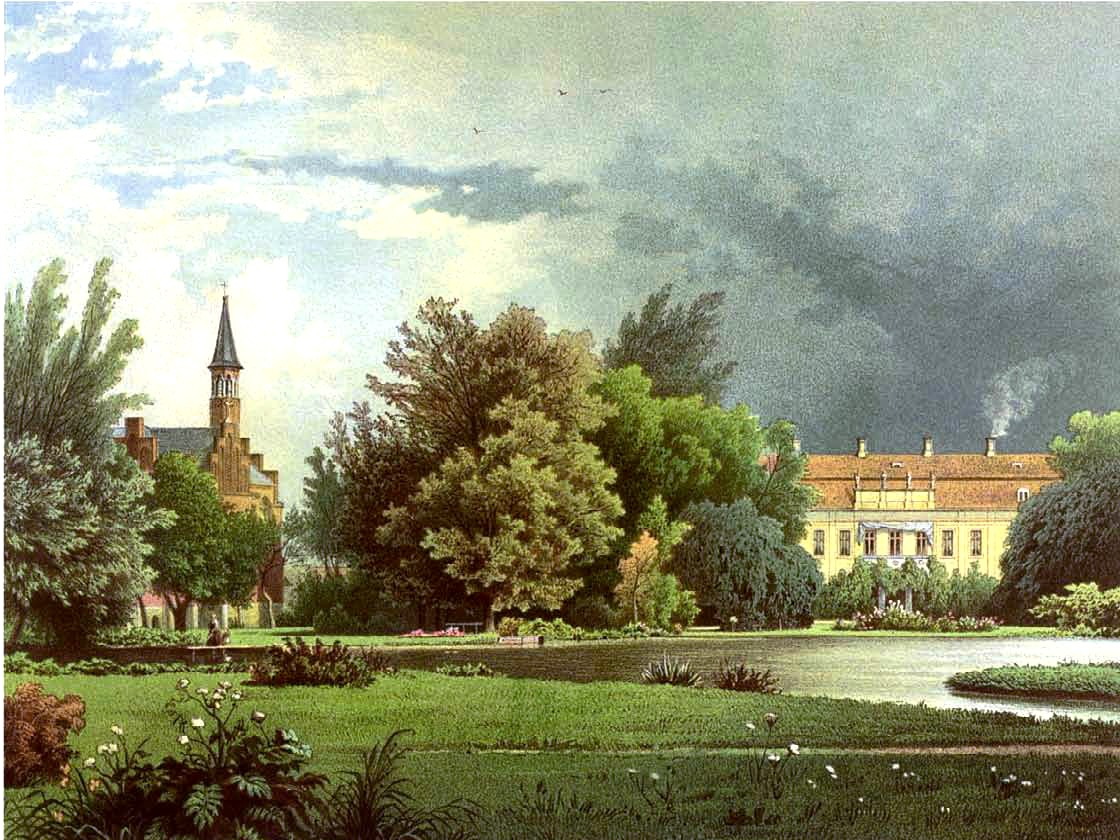
Schloss Malitsch um 1860
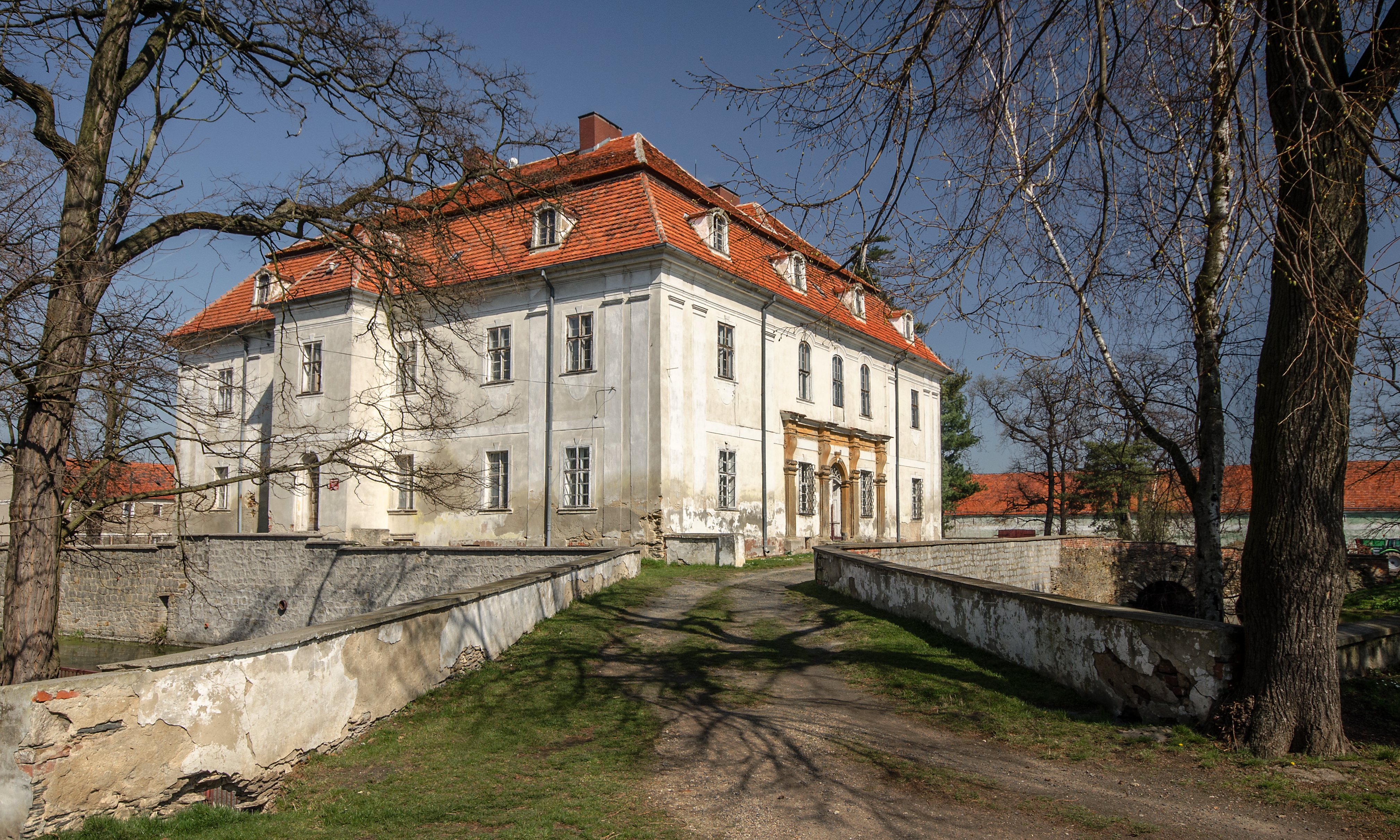
Schloss Mertschütz

## Zu dieser Familie gehören
- Johann Praetorius (von Richthofen) (1611–1664)
  - Samuel Praetorius von Richthofen (1656–1721) – I. Hertwigswaldauer Linie
    - Samuel Freiherr von Richthofen (1713–1786), preußischer Landrat des Kreises Jauer und Landesältester 
      - Gottlieb Freiherr von Richthofen (1741–1803), preußischer Landrat des Kreises Jauer
        - Wilhelm Freiherr von Richthofen (1781–1861), Landesältester
          - Eugen Freiherr von Richthofen (1810–1896), preußischer Generalmajor 
            - Hugo Samuel Freiherr von Richthofen (1842–1904), Oberpräsident der Provinz Ostpreußen
            - Ulrich Graf von Richthofen-Seichau (1846–1917), auf Seichau[8] und Petersdorf[9], 1913 in den preußischen Grafenstand erhoben (Primogenitur)[10]
              - Wilhelm Graf von Richthofen-Seichau (1873–1922), Autor, ⚭ Alice von Dirksen (1883–1906), Tochter von Willibald von Dirksen (1852–1928), deutscher Gesandter, Politiker und Kunstsammler
                - Manfred Graf von Richthofen-Seichau (1903–1945), letzter Besitzer von Schloss Seichau ⚭ 1928 Sigrid von Richthofen (1898–1977), geborene Johanson

              - Herbert Freiherr von Richthofen (1879–1952), Gesandter des Auswärtigen Amtes

            - Eveline Luise (1849–1928) ⚭ Emil von Pfuhl (1821–1894), preußischer Generalleutnant
            - Eugenie (* 5. Oktober 1850) ⚭ 1876 Eugen von Carnap (* 15. Dezember 1838), preußischer Hauptmann
            - Elsbeth (* 28. Juni 1852)
            - Martha (* 19. Juli 1859) ⚭ 1883 Hans von Heydebrand und der Lasa, Herr auf Klein Gutowny

          - Lothar Freiherr von Richthofen (1817–1893), auf Karlowitz bei Breslau[11]
            - Walter Freiherr von Richthofen (1850–1898), Ehrenbürger der Stadt Denver, Colorado/USA und Erbauer des legendären „Richthofen Castle“[12]
            - Friedrich Wilhelm Freiherr von Richthofen (1855–1929), auf Jakobsdorf[13]

      - Christiane (1747–1802) ⚭ Ludwig Wilhelm von Regler (1726–1792), preußischer Generalmajor

  - Johann Praetorius von Richthofen (1661–1739) – II. Barzdorfer Linie
    - Samuel Freiherr von Richthofen (1700–1754) 
      - Wilhelm Diprand von Richthofen (1732–1808), Landrat, Landesältester
        - Helene (1755–1781) ⚭ Karl Heinrich von Paczensky und Tenczin (1731–1806), preußischer Generalmajor

      - Carl Ludwig von Richthofen (1733–1795), Landschaftsdirektor und Landschaftsrat des ehemaligen Herzogtums Schweidnitz und Jauer, Landrat zu Striegau
        - Wilhelm (1761–1838) 
          - Karl Freiherr von Richthofen (1801–1874) ⚭ Ferdinande von Kulisch (1807–1885)
            - Carl Freiherr von Richthofen (1832–1876), Domkapitular
            - Ferdinand von Richthofen (1833–1905), Geograf, Erforscher des Richthofengebirges ⚭ Irmgard von Richthofen (1853–1910), Tochter des Berliner Professors Karl von Richthofen (1811–1888)
            - Eugen (1835–1877) ⚭ Fanny Mendelssohn-Bartholdy (1851–1924), Tochter des Bankiers Paul Mendelssohn-Bartholdy (1812–1874)
              - Pauline (1873–1960) ⚭ Ernst Siemerling (1857–1931), Neurologe und Psychiater
              - Katharina (1876–1962) ⚭ Kurt von Elbe (1871–1957), Landrat von Neuwied

        - Carl (1762–1836) 
          - Karl Freiherr von Richthofen (1787–1841), Landrat des Kreises Jauer ⚭ (I) Therese von Grote (1791–1811); ⚭ (II) Caroline von Grote (1793–1871), beide Töchter von Otto Ulrich Grote (1750–1808), hannoverscher Staatsminister
            - Karl Freiherr von Richthofen (1811–1888), Rechtshistoriker und Professor in Berlin ⚭ Sophie von Lützow (1816–1855), Tochter des preußischen Generals Leopold von Lützow (1786–1844)
              - Karl Freiherr von Richthofen (1842–1916), Politiker, MdR, Mitglied des Preußischen Herrenhauses ⚭ Margarethe von Webern (1861–1933), Tochter von Emil von Webern (1822–1910), preußischer Generalleutnant
              - Irmgard (1853–1910) ⚭ Ferdinand Freiherr von Richthofen (1833–1905), Geograf

            - Ulrich (1814–1878), preußischer Kreisrichter, Landtagsabgeordneter ⚭ Sophie von Grolman (1821–1901), Tochter von Karl von Grolman (1777–1843), preußischer General der Infanterie
              - Manfred Freiherr von Richthofen (1855–1939), deutscher General ⚭ Luise von Gerlach (1866–1947), Tochter von August von Gerlach (1830–1906), preußischer Landrat
              - Karl Friedrich Wolfram Freiherr von Richthofen (1856–1922), Mitglied des Preußischen Herrenhauses
                - Wolfram Freiherr von Richthofen (1895–1945), deutscher Militärflieger im Ersten Weltkrieg, im Zweiten Weltkrieg Generalfeldmarschall
                - Manfred Freiherr von Richthofen (1898–1944)
                  - Renate Freifrau von Richthofen (* 1927)
                  - Manfred Freiherr von Richthofen (1929–2021)
                    - Gert Freiherr von Richthofen (* 1958)
                    - Ferdinand Freiherr von Richthofen (* 1960), deutscher Offizier (zuletzt Oberstleutnant), Leiter des Militärhistorischen Museums der Bundeswehr (14. Dezember 2006 bis 27. Juni 2010)
                    - Karoline-Renate Freifrau von Richthofen (* 1961)

                  - Joachim-Friedrich von Richthofen (1933–2012), Übersetzer sowie Autor von mehreren Bridgebüchern

                - Gerhard Tugendreich von Richthofen (1902–1956)

              - Hermann von Richthofen (1860–1915), Landrat des Kreises Reichenbach, Landeshauptmann der Provinz Schlesien
                - Ullo (1894–1971) ⚭ Erika von Krosigk (1897–1985), Tochter von Dedo von Krosigk (1858–1932), deutscher Verwaltungsbeamter, Hofbeamter und Rittergutsbesitzer
                  - Elisabeth (* 1921) ⚭ Hans Dieter von Hassell (1916–2005), Sohn von Ulrich von Hassell (1881–1944), Diplomat, Widerstandskämpfer, hingerichtet

            - Therese (1816–1839) ⚭ Leopold von Lützow (1786–1844), preußischer Generalleutnant
            - Erdmuthe (1819–1848) ⚭ Gustav von Kries (1815–1858), Historiker, Mitglied des Preußischen Abgeordnetenhauses
            - Bolko von Richthofen (1821–1899), Dr. jur., preußischer Landrat, theologischer Schriftsteller  ⚭ Gertrud von Richthofen, geb. Freiin von Tschammer und Quaritz (1831–1890), Autorin und Lyrikerin
              - Gotthard von Richthofen (1851–1915), theologischer Schriftsteller
                - Georg von Richthofen (1880–1950), preußischer Landrat
                  - Konrad Gotthard Bolko (1919–1940), Funker in einer Nachrichtenabteilung
                  - Gotthard Georg Ernst Wilhelm (1920–1982), Ministerialrat
                    - Alexander von Richthofen (* 1953), Dr. rer. nat. habil. Prof., Dipl.-Phys., Unternehmer, Hochschullehrer, vereidigter Sachverständiger

                  - Volkmar Georg Ernst Otto (* 1925), Diplom-Pädagoge
                    - Christian von Richthofen (* 1955), Schauspieler und Musiker

                - Gotthard von Richthofen (1888–1969)
                  - Barbara von Richthofen (1919–2019), Diakonisse, Vorsteherin des Mutterhauses Sarepta
                  - Manfred von Richthofen (1922–1943), Leutnant, in Stalingrad vermisst

                - Heinrich (1889–1986), Maler, Professor an der Kunstakademie Düsseldorf

              - Ernst von Richthofen (1858–1933), Mitglied des Preußischen Abgeordnetenhauses
                - Bolko Freiherr von Richthofen (1899–1983), Prähistoriker

              - Carl von Richthofen (1872–1949), Landrat des Kreises Striegau
                - Carl-Bolko von Richthofen  (1908–1943), gefallen b. Wetrowka/Russland, Oberstleutnant und Kommandeur Schnelle Abteilung 182[14]
                - Johannes (1913–1941), gefallen
                  - Hans Jürgen von Richthofen (1940–2018), Landwirt und Gutsbesitzer

            - Ernst von Richthofen (1825–1892), Jurist und Politiker

        - Ludwig (1764–1818) 
          - Julius (1799–1862) 
            - Julius (1830–1899)
              - Albrecht (1859–1920)
                - Elisabeth (1890–1963) ⚭ Karl von Reibnitz (1878–1929)
                - Manfred Freiherr von Richthofen (1892–1918), der Rote Baron, deutscher Militärflieger, Namensgeber des Richthofengeschwaders
                - Lothar Freiherr von Richthofen (1894–1922), deutscher Militärflieger ⚭ Doris Katharina Margarete Magdalene von Keyserlingk (1901–1945), Tochter von Robert von Keyserlingk-Cammerau (1866–1959), Staatsrechtler, Mitbegründer der Deutschnationalen Volkspartei
                - Carl-Bolko (1903–1971) ⚭ Viktoria von Richthofen (1914–2002), Tochter des Politikers Hartmann von Richthofen (1878–1953)
                  - Manfred Freiherr von Richthofen (1934–2014), deutscher Unternehmer, 1994–2006 Präsident des Deutschen Sportbundes

              - Eugen (1865–1926)
                - Hans-Horst (1903–1975)
                  - Klaus-Ferdinand von Richthofen (1941–2012), Staatssekretär im Land Niedersachsen

          - Eduard (1801–1863) 
            - Bernhard Freiherr von Richthofen (1836–1895), 1885/95 Polizeipräsident von Berlin[15][16]
            - Victor von Richthofen (1839–1909), preußischer Generalleutnant

        - Samuel Freiherr von Richthofen (1769–1808) ⚭ 1800 Friederike von Schleswig-Holstein-Sonderburg-Beck (1780–1862), Gräfin von Richthofen, Tochter von Herzog Friedrich Karl Ludwig (Schleswig-Holstein-Sonderburg-Beck) (1757–1816)
          - Friedrich Graf von Richthofen (1805–1872)
            - Theodor von Richthofen (1831–1901), preuß. Generalmajor ⚭ Marie von Wedel (1834–1917), Tochter des preuß. Generalleutnants Karl von Wedel (1783–1858)
              - Lothar Graf von Richthofen (1860–1937)

      - Gottlob (1735–1812) 
        - Friedrich (1766–1826)
          - Friedrich (1804–1854)
            - Friedrich (1842–1905) 
              - Hermann (1872–1920)
                - Herbert (1900–1966)
                  - Hermann Freiherr von Richthofen (1933–2021), Diplomat

              - Prätorius Freiherr von Richthofen (1879–1949), deutscher Gutsbesitzer und Politiker (DNVP)

            - Hugo (1846–1895) 
              - Willy (1882–1941)
                - Erich Freiherr von Richthofen (1913–1988), Romanist, Mediävist und Hispanist

      - Christiane (1738–1774) ⚭ Ernst Wilhelm von Richthofen (1736–1799), Sohn von Gustav Wilhelm von Richthofen (1707–1774)
      - Christian Ferdinand von Richthofen (1743–1813), preußischer Rittmeister und Landrat des Kreises Striegau

    - Johann Christoph (1702–1751) – III. Michelsdorfer Linie
      - Dipprand (1731–1779), Landesältester des Glogauer Kreises ⚭ (I) Charlotte von Berge (1732–1761), Tochter von Hans von Berge (1692–1739), Gutsbesitzer auf Herrendorf; ⚭ (II) Henriette Eleonore von Czettritz (1727–1803), Tochter von Carl Heinrich von Czettritz (1697–1726)
        - Johann Ernst Oswald von Richthofen (1767–1823), Landesältester im Glogauer Kreis, Landrat im Kreis Bolkenhain ⚭ Marianne Nicolovius (1767–1836), Tochter von Carl Nicolovius, Kriegsrat
→ Linie 1858 ausgestorben

    - Gustav Wilhelm (1707–1774) – IV. Ruppersdorfer Linie
      - Ernst Wilhelm (1736–1799) ⚭ Christiane von Richthofen (1738–1774), Tochter von Samuel Freiherr von Richthofen (1700–1754)

    - Oswald Praetorius (1712–1761) – V. Heinersdorfer Linie
      - Friedrich (1741–1777), preußischer Kriegs- und Domänenrat
        - Friedrich (1767–1808), Salzinspektor in Tarnowitz
          - Emilie (1794–1834) ⚭ August Gottlob Ferdinand Schirmer (1791–1863), Professor der Theologie in Greifswald
          - Trinette Antonie (1796–1861) ⚭ Johann Gottlieb Kunisch (1789–1852), Gymnasiallehrer am Collegium Fridericianum in Breslau, Buchautor, Lexikograf und Redakteur, Eltern des Richard Kunisch von Richthofen (1828–1885), Landrat und Mitglied des Preußischen Abgeordnetenhauses
          - Friedrich (1806–1881)
            - Friedrich (1863–1961)

        - Ludwig (1770–1850)
          - Ludwig (1800–1880), Landrat des Kreises Rybnik
            - Friedrich (1845–1915)
              - Else Freiin von Richthofen (1874–1973), Ökonomin und Fabrikinspektorin
              - Frieda Freiin von Richthofen (1879–1956), Autorin und Übersetzerin

          - Emil von Richthofen (1810–1895), Diplomat 
            - Ludwig Freiherr von Richthofen (1837–1873), Bürgermeister von Gütersloh, Landrat des Kreises Eiderstedt, Oberdeichgraf
            - Oswald Freiherr von Richthofen (1847–1906), preußischer Staatsminister ⚭ Karoline von Hartmann (1852–1896), Tochter von Julius von Hartmann (1817–1878), preußischer General der Kavallerie
              - Dieprand Freiherr von Richthofen (1875–1946), Senatspräsident am Reichsgericht und Politiker (DSP)
                - Oswald Freiherr von Richthofen (1908–1994), Diplomat

              - Hartmann Freiherr von Richthofen (1878–1953), Politiker (DDP)
                - Viktoria (1914–2002) ⚭ (I) Carl-Bolko von Richthofen (1903–1971), Sohn von Albrecht von Richthofen (1859–1920); ⚭ (II) Bernd Mumm von Schwarzenstein (1901–1981), deutscher Diplomat

        - Gottlob von Richthofen (1777–1847), preußischer Generalmajor

## Noch unklare Familienverhältnisse
- Joachim von Richthofen II. († 1981), deutscher Flugbaumeister
- Götz von Richthofen (* 1964/65), deutscher Basketballspieler
- Suzane von Richthofen (* 3. November 1983), Brasilianerin, die wegen Mordes an ihren Eltern Manfred Albert und Marísia von Richthofen im Jahr 2002 in der Nähe von São Paulo eine vierzigjährige Haftstrafe verbüßt.
- Maximilian Nicolai Praetorius Joachim Eugen Freiherr von Richthofen (* 1959/60), seit 1. April 2021 Geschäftsführer der finanzen.net zero GmbH, vorher bei Axel Springer SE[17][18]